# ネビュラロマンス 後篇
『ネビュラロマンス 後篇』（ネビュラロマンス こうへん、英: Nebula Romance: Part II）は、Perfumeの通算10作目、9枚目のオリジナルアルバム。2025年8月18日に先行配信、9月17日にCDが発売されることが決定した。

## 概要
2024年10月発売の『ネビュラロマンス 前篇』以来約1年ぶりのオリジナルアルバム。
収録曲は、日本テレビ系水曜ドラマ『ちはやふる－めぐり－』の主題歌「巡ループ」、【大阪・関西万博】NTTパビリオンメインコンテンツ楽曲「ネビュラロマンス」、映画『ショウタイムセブン』の主題歌「Human Factory - 電造人間 -」、 CX系水曜ドラマ『ばらかもん』の主題歌「Moon」、カードゲーム『ガンダムカードゲーム』タイアップソング「ソーラ・ウィンド」など全10曲となる。特設サイトでは“P.T.A.”会員限定盤、初回限定盤、通常盤の情報や限定盤の特典、YouTubeのTeaser動画、ストリーミングやCDのストアの情報が掲載されており、各曲の視聴も可能となっている。

## 背景
「ネビュラロマンス」はPerfumeが2025年9月21日にメジャーデビュー20周年、2024年の年末に結成25周年を迎えたことを記念して制作する前後編のコンセプトアルバム。2024年10月にCDリリースされた「前篇」は、メンバー3人が宇宙を舞台に繰り広げる壮大なドラマを凝縮した、いわば架空の映画のサウンドトラックのような内容となっていた。「後篇」ではPerfumeが新たな次元へ進化していく姿と、「前篇」から続く物語のエンディングが描かれる。
アルバム発売直後の9月22、23日には、約5年ぶりの東京・東京ドーム公演「Perfume ZO/Z5 Anniversary "ネビュラロマンス" Episode TOKYO DOME」の開催も決定。

## 収録曲
| 全作詞・作曲・編曲: 中田ヤスタカ。 |                                |              |              |      |
| #                                  | タイトル                       | 作詞         | 作曲・編曲   | 時間 |
| 1.                                 | 「Cipher」                     | 中田ヤスタカ | 中田ヤスタカ | 2:03 |
| 2.                                 | 「再起動世界」                 | 中田ヤスタカ | 中田ヤスタカ | 3:26 |
| 3.                                 | 「ネビュラロマンス」           | 中田ヤスタカ | 中田ヤスタカ | 4:00 |
| 4.                                 | 「ソーラ・ウィンド」           | 中田ヤスタカ | 中田ヤスタカ | 4:15 |
| 5.                                 | 「Virtual Fantasy」            | 中田ヤスタカ | 中田ヤスタカ | 3:42 |
| 6.                                 | 「Teen age Dreams」            | 中田ヤスタカ | 中田ヤスタカ | 4:23 |
| 7.                                 | 「Human Factory - 電造人間 -」 | 中田ヤスタカ | 中田ヤスタカ | 4:04 |
| 8.                                 | 「Moon」                       | 中田ヤスタカ | 中田ヤスタカ | 3:01 |
| 9.                                 | 「exit」                       | 中田ヤスタカ | 中田ヤスタカ | 5:05 |
| 10.                                | 「巡ループ」                   | 中田ヤスタカ | 中田ヤスタカ | 4:12 |
| 合計時間:                          | 合計時間:                      | 38:11        |              |      |

| # | タイトル | 作詞 | 作曲・編曲 |
| - | -------- | ---- | ---------- |

## 特典
BD/DVD：（"P.T.A." 会員限定盤）Perfumeと“あなた”かるた - 上の句 -【個人戦】、（初回限定盤）Perfume View